# Lambertville (Nova Jérsei)
Lambertville é uma cidade localizada no estado americano de Nova Jérsei, no Condado de Hunterdon.

Lambertville localiza-se ao longo do rio, muito próxima da cidade muito mais turística New Hope (a cidade mais hippie da Pensilvânia).

## Demografia
Segundo o censo americano de 2000, a sua população era de 3868 habitantes.
Em 2006, foi estimada uma população de 3808, um decréscimo de 60 (-1.6%).

## Geografia
De acordo com o United States Census Bureau tem uma área de
3,2 km², dos quais 2,9 km² cobertos por terra e 0,3 km² cobertos por água.

## Localidades na vizinhança
O diagrama seguinte representa as localidades num raio de 16 km ao redor de Lambertville.